# Kommunistische Partei Georgiens
Die Kommunistische Partei Georgiens (georgisch საქართველოს კომუნისტური პარტია; russisch Коммунистическая партия Грузии) war die Gründungs- und Regierungspartei der Georgischen Sozialistischen Sowjetrepublik.
Am 25. Februar 1921 wurde Georgien als die Georgische Sozialistische Sowjetrepublik der Sowjetunion einverleibt, als die Rote Armee in die Hauptstadt Tiflis einmarschierte und dort eine kommunistische Regierung unter Führung des georgischen Bolschewiken Philipp Macharadse einsetzte. In Folge des August-Aufstandes in Georgien 1924 wurde das Land bis 1936 in die Transkaukasische Sozialistische Föderative Sowjetrepublik integriert. Während seiner Zeit als Sozialistische Sowjetrepublik wurde das Land vom amtierenden Ersten Sekretär der Kommunistischen Partei Georgiens regiert.
Am 26. August 1991 wurde die Kommunistische Partei kraft einer Entscheidung des georgischen Parlaments verboten. Ihr 1992 gegründeter politischer Nachfolger im heutigen unabhängigen Georgien trägt denselben Namen.

## Erste Sekretäre der Kommunistischen Partei Georgiens
- Mamia Orachelaschwili (1921–1922)
- Micheil Okuchava (1922)
- Bessarion Lominadse (1922–1924)
- Micheil Kachiani (1924–1930)
- Lewan Gogoberidse (1930)
- Samson Mamulia (1930–1931)
- Lawrenti Kartwelischwili (1931)
- Lawrenti Beria (1931–1932; 1934–1938)
- Petre Agniaschwili (1932–1934)
- Kandid Tscharkwiani (1938–1952)
- Akaki Mgeladse (1952–1953)
- Aleksandre Mirtschulawa (1953)
- Wassil Mschawanadse (1953–1972)
- Eduard Schewardnadse (1972–1985)
- Dschumber Patiaschwili (1985–1989)
- Giwi Gumbaridse (1989–1990)
- Awtandil Margiani (1990–1991)
- Dschemal Mikeladse (1991)